# کمرکولی الجزایری
کمرکولی الجزایری (نام علمی: Sitta ledanti) نام یک گونه از سرده کمرکولی است.